# Anglický šort
Anglický šort, v angličtině short-faced tumbler, v Německu anglický krátkozobý rejdič, je okrasné plemeno holuba domácího. Je to menší holub s kulatou hlavou a krátkým zobákem, který nese křídla pod ocasem. V seznamu plemen EE náleží mezi rejdiče a to pod číslem 0832.
Anglický šort je staré plemeno holubů, popsané jako mandlový rejdič, almond tumbler, už v knize Treatise on Domestic Pigeons vydané v roce 1765. Hlava holuba je dokonale zaoblená s pravoúhle nasazeným, krátkým zobákem. Oči jsou velké a perlové. Plemeno se podobá anglickému dlouholícímu rejdiči, od něj se liší velikostí, anglický šort je menší, jeho hlava je též menší a krk slabší. Nejdůležitějším rozdílem je způsob nesení křídel, anglický šort nese křídla pod ocasem, zatímco anglický dlouholící rejdič na ocase.
Anglický šort se chová v celé řadě barevných i kresebných rázů.

## Galerie

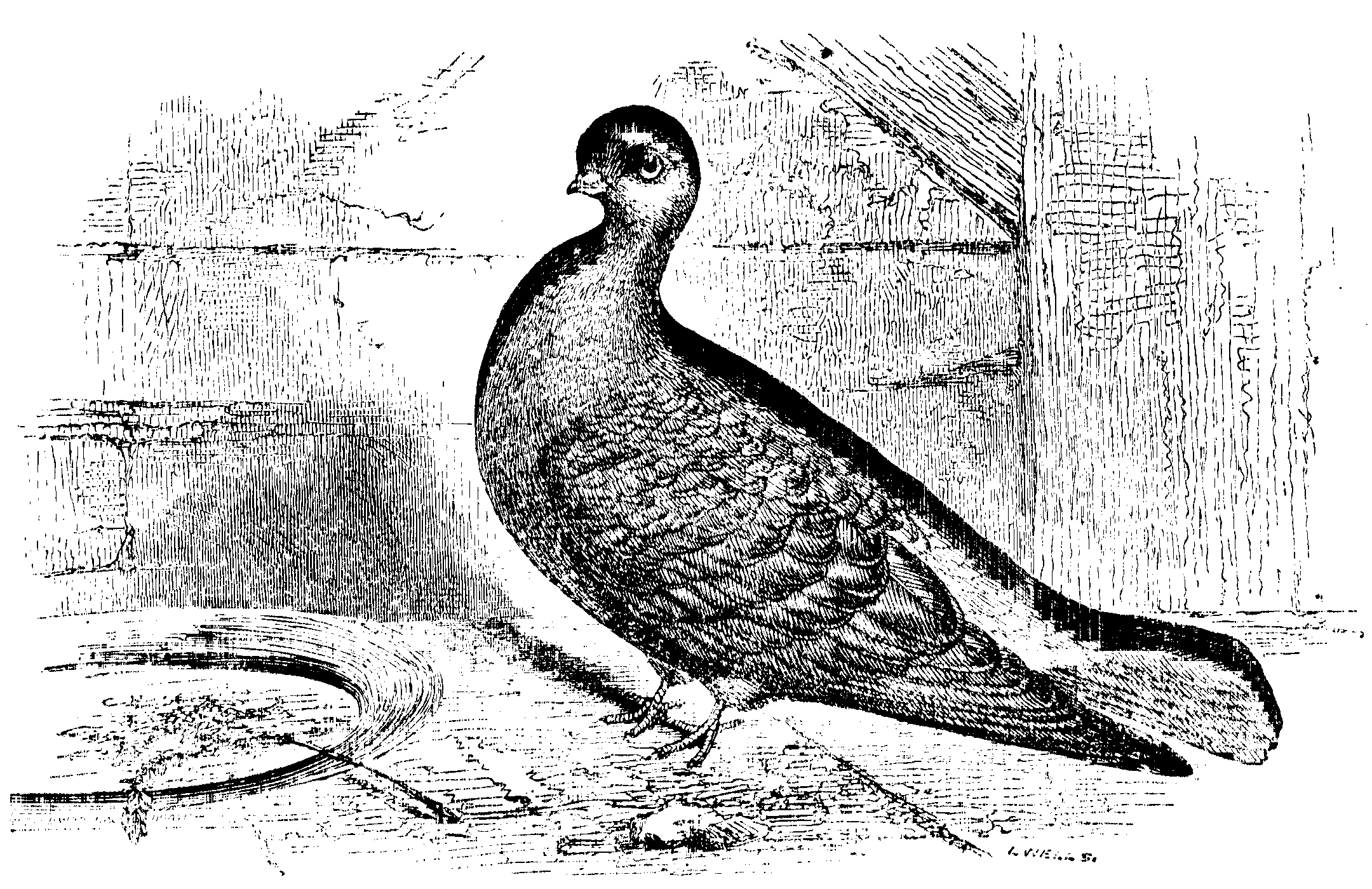
Ilustrace anglického šorta v Darwinově knize Variace zvířat a rostlin vlivem domestikace
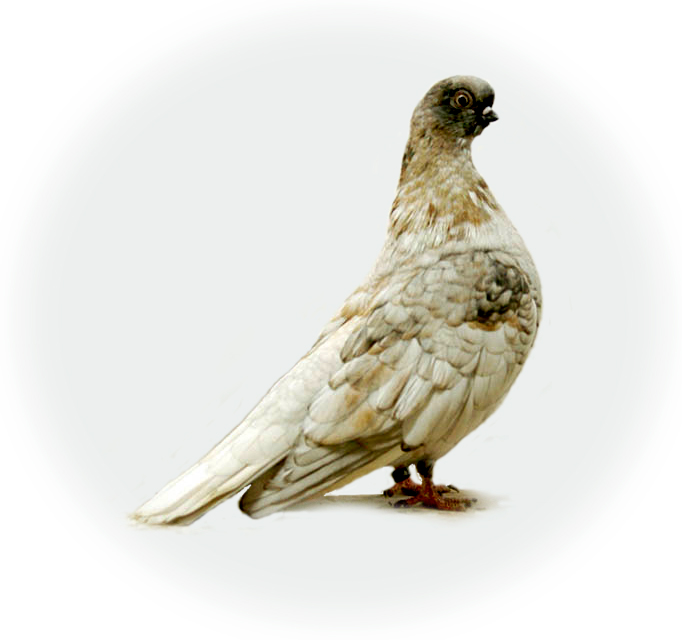
Anglický šort, homozygotní opál